# Bernd Angerer
Bernd Angerer (* 18. November 1965 in Innsbruck) ist ein österreichischer Spezialeffekt-Animator.

## Karriere
Bernd Angerer wurde in Rinn als Kind von Gesine und Ernst Angerer (Geschäftsführer der Wagnerischen Buchhandlung in Innsbruck) geboren und ist in dem kleinen Dorf in Tirol mit seiner jüngeren Schwester Izabel aufgewachsen. 
Angerer begann seine professionelle Karriere auf dem Bereich der Computergrafik in Wien in den Bereichen Fernsehwerbung und Videoclips. Er erlernte den Videoschnitt, Kameraarbeit und diverse Animationstechniken. 1997 zog er nach Los Angeles.
Sein erster Hollywood-Film, in dem er mitarbeitete, war James Camerons Titanic. Dabei war er in Zusammenarbeit mit dem Regisseur für die 3-D-Animation der vom Deck des aufgebäumten Schiffs herabstürzenden Menschen verantwortlich. Als Animator arbeitete er an einer Reihe von Blockbustern wie Der Herr der Ringe: Die Gefährten und Die Legende von Beowulf. Bei I, Robot und Spider-Man 3 war er Lead Animator.
Angerer wurde 1999 und 2000 mit den Clio Award ausgezeichnet. Er war zudem zweimal bei den Visual Effects Society Awards nominiert und wurde 2003 für den Adidas-Werbespot "Mechanical Legs" mit dem Preis ausgezeichnet.

## Filmografie
- 1992: Ufo - Geheimnisse des dritten Reichs
- 1997: Titanic
- 1998: Hinter dem Horizont
- 2000: Der kleine Vampir
- 2000: Der Grinch
- 2001: Der Herr der Ringe: Die Gefährten
- 2002: The Time Machine
- 2004: I, Robot
- 2005: Æon Flux
- 2007: Spider-Man 3
- 2007: I Am Legend
- 2007: Die Legende von Beowulf
- 2008: Speed Racer
- 2010: Tron: Legacy